# Udinese Calcio 2015-2016

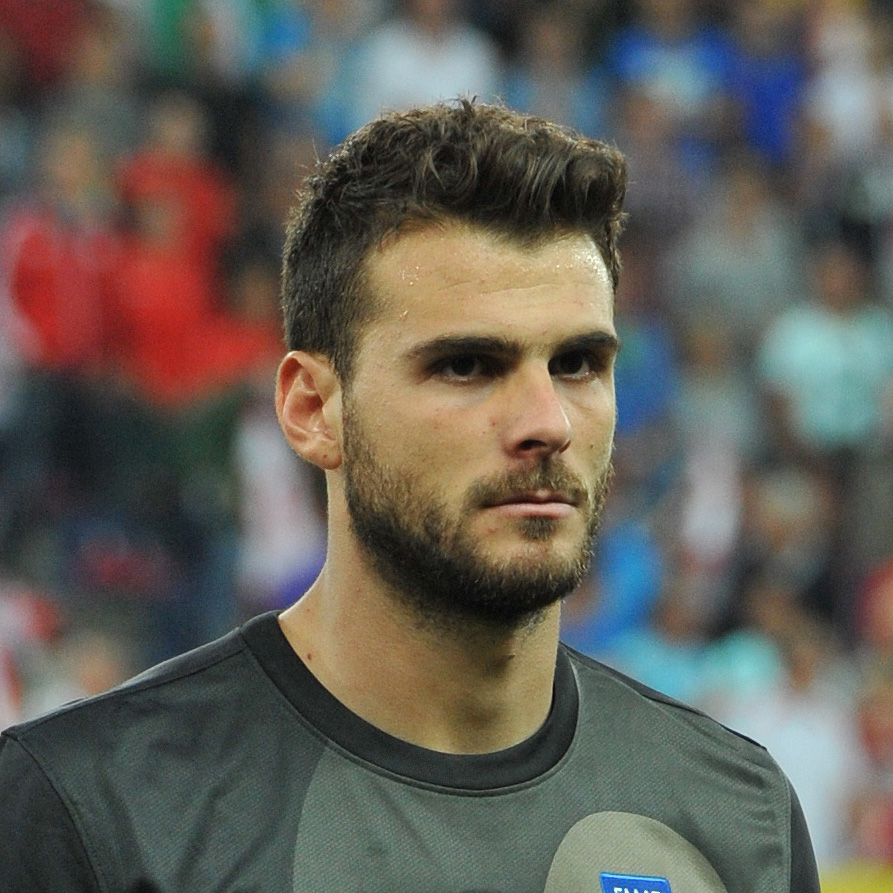
Orestis Karnezis, portiere titolare dei Friulani.

Questa voce raccoglie le informazioni riguardanti l'Udinese Calcio nelle competizioni ufficiali della stagione 2015-2016.

## Stagione
Nella stagione 2015-2016 a Udine sulla panchina via Stramaccioni, c'è il cambio con Stefano Colantuono. L'Udinese inizia il campionato con un'inattesa vittoria in casa della Juventus: a piegare i tetracampioni - mai battuti in casa all'esordio nella loro storia - è un gol di Cyril Théréau nella ripresa. Nelle successive 4 giornate, i friulani subiscono altrettante sconfitte. A partire dal 17 gennaio 2016, lo Stadio Friuli viene rinominato Dacia Arena per ragioni di sponsorizzazione: la prima gara che l'impianto ospita con il nuovo nome è il ritorno della sfida con i bianconeri di Torino, che stavolta vincono con un netto (0-4).
A metà marzo dopo la sconfitta interna (1-2) con la Roma, quando i 30 punti raccolti sembrano pochi in chiave salvezza, la panchina bianconera ritorna a Luigi De Canio. Il cambio restituisce freschezza e punti, otto punti in cinque incontri. La formazione bianconera, che il 23 aprile 2016 schiera solo stranieri in campo stabilendo - con il decisivo contributo dell'avversaria Inter - un primato per la Serie A raggiunge la matematica salvezza con una giornata di anticipo, pareggiando 1-1 contro l'Atalanta. L'ultima partita del campionato coincide con l'addio per Antonio Di Natale, che segna un gol su rigore nella sconfitta (1-2) contro il Carpi: l'Udinese finisce al 17º posto, scavalcato per differenza-reti dal Palermo che si salva a scapito dei biancorossi. Retrocedono così Carpi, Frosinone e Verona. Nella Coppa Italia Tim Cup fugace l'apparizione dei bianconeri, entrano in scena negli ottavi, ed escono subito (2-1) all'Olimpico con la Lazio.

## Divise e sponsor
| Casa | Trasferta | Terza divisa |

## Organigramma societario
- Presidente: Franco Soldati
- Vice presidente: Stefano Campoccia
- Consigliere: Gino Pozzo
- Consigliere: Giuliana Linda Pozzo
- Consigliere: Franco Collavino
- Direttore Generale: Franco Collavino
- Direttore sportivo: Cristiano Giaretta
- Team manager: Luigi Infurna

Area marketing
- Responsabile sicurezza stadio: Marco Colautti
- Ufficio Marketing: Udinese Calcio S.p.a. in collaborazione con Infront Italy S.r.l.

Area organizzativa
- Responsabile Settore Giovanile: Gianfranco Cinello
- Responsabile Amministrazione/Finanza e Controllo: Alberto Rigotto
- Responsabile Scouting: Andrea Carnevale
- Segreteria: Daniela Baracetti

Area comunicazione
- Ufficio Stampa e Comunicazione Francesco Pezzella

- Allenatore: Stefano Colantuono (fino al 14 marzo 2016), poi Luigi De Canio
- Allenatore in seconda: Roberto Beni (fino al 14 marzo 2016), poi Giovanni Pagliari
- Preparatori atletici: Marco Montesanto (fino al 14 marzo 2016), Andrea D'Urso, Alessandro De Guidi
- Preparatori portieri: Alex Brunner, Mariano Coccia (fino al 14 marzo 2016)
- Collaboratori tecnici: Paolo Miano, Gianfranco Cinello, Michele Armenise (fino al 14 marzo 2016j)

Area sanitaria
- Responsabile medico: Fabio Tenore
- Medico Sociale: Riccardo Zero
- Responsabile fisioterapista: Carlos Moreno
- Fisioterapisti: Gabriele Mattiussi, Pietro Tobia Baldassi, Alessio Lovisetto, Giovanni Piani, Luca Fontanini
- Psicologo: Mauro Gatti

## Rosa
| N. |                       | Ruolo | Calciatore                   |
| -- | --------------------- | ----- | ---------------------------- |
| 2  | Mali (bandiera)       | D     | Molla Wague                  |
| 5  | Brasile (bandiera)    | D     | Danilo                       |
| 7  | Ghana (bandiera)      | C     | Emmanuel Agyemang Badu       |
| 8  | Portogallo (bandiera) | C     | Bruno Fernandes              |
| 9  | Colombia (bandiera)   | A     | Duván Zapata                 |
| 10 | Italia (bandiera)     | A     | Antonio Di Natale (capitano) |
| 11 | Italia (bandiera)     | D     | Maurizio Domizzi             |
| 13 | Italia (bandiera)     | D     | Emanuel Insúa                |
| 16 | Cile (bandiera)       | C     | Manuel Iturra                |
| 17 | Colombia (bandiera)   | D     | Pablo Armero                 |
| 18 | Croazia (bandiera)    | A     | Stipe Perica                 |
| 19 | Brasile (bandiera)    | C     | Guilherme                    |
| 20 | Italia (bandiera)     | C     | Francesco Lodi               |
| 21 | Brasile (bandiera)    | D     | Edenílson                    |
| 22 | Serbia (bandiera)     | C     | Zdravko Kuzmanović           |
| 23 | Brasile (bandiera)    | C     | Marquinho                    |
| 26 | Italia (bandiera)     | C     | Giovanni Pasquale            |
| 27 | Svizzera (bandiera)   | D     | Silvan Widmer                |

| N. |                       | Ruolo | Calciatore          |
| -- | --------------------- | ----- | ------------------- |
| 30 | Brasile (bandiera)    | D     | Felipe              |
| 31 | Grecia (bandiera)     | P     | Orestīs Karnezīs    |
| 32 | Italia (bandiera)     | D     | Agostino Camigliano |
| 33 | Grecia (bandiera)     | C     | Panagiōtīs Kone     |
| 34 | Argentina (bandiera)  | C     | Gaspar Iñíguez      |
| 41 | Italia (bandiera)     | C     | Simone Pontisso     |
| 52 | Kazakistan (bandiera) | C     | Alexander Merkel    |
| 53 | Iraq (bandiera)       | D     | Ali Adnan           |
| 55 | Islanda (bandiera)    | C     | Emil Hallfreðsson   |
| 74 | Uruguay (bandiera)    | A     | Rodrigo Aguirre     |
| 75 | Francia (bandiera)    | D     | Thomas Heurtaux     |
| 77 | Francia (bandiera)    | A     | Cyril Théréau       |
| 88 | Brasile (bandiera)    | A     | Ryder Matos         |
| 89 | Paraguay (bandiera)   | D     | Iván Piris          |
| 90 | Venezuela (bandiera)  | P     | Rafael Romo         |
| 95 | Brasile (bandiera)    | C     | Lucas Evangelista   |
| 97 | Italia (bandiera)     | P     | Alex Meret          |
| 99 | Croazia (bandiera)    | C     | Andrija Balić       |

## Calciomercato

### Sessione estiva(dal 1/7 al 31/8)
| Acquisti | Acquisti         | Acquisti             | Acquisti                     |
| R.       | Nome             | da                   | Modalità                     |
| -------- | ---------------- | -------------------- | ---------------------------- |
| D        | Ali Adnan Kadhim | Çaykur Rizespor      | definitivo (2,2 mln €)       |
| D        | Felipe           |                      | definitivo                   |
| D        | Emanuel Insúa    | Granada              | definitivo (titolo gratuito) |
| D        | Iván Piris       | Dep. Maldonado       | definitivo (3,5 mln €)       |
| C        | Edenilson        | Genoa                | fine prestito                |
| C        | Manuel Iturra    | Granada              | definitivo (titolo gratuito) |
| C        | Francesco Lodi   |                      | definitivo                   |
| C        | Marquinho        | Roma                 | definitivo (0,5 mln €)       |
| C        | Valerio Verre    | Perugia              | fine prestito                |
| A        | Xabier Santos    | Universidad Católica | definitivo                   |
| A        | Duván Zapata     | Napoli               | prestito                     |

| Cessioni | Cessioni          | Cessioni         | Cessioni                |
| R.       | Nome              | a                | Modalità                |
| -------- | ----------------- | ---------------- | ----------------------- |
| P        | Željko Brkić      | Carpi            | prestito                |
| P        | Simone Scuffet    | Como             | prestito                |
| D        | Dušan Basta       | Lazio            | riscatto (5 mln €)      |
| D        | Filippo Berra     | Pro Vercelli     | definitivo              |
| D        | Igor Bubnjić      | Carpi            | prestito                |
| D        | Andrea Coda       | Sampdoria        | definitivo              |
| D        | Roberto Codromaz  | Feralpisalò      | definitivo              |
| D        | Daniele Mori      | Lucchese         | prestito                |
| D        | Naldo             | Sporting Lisbona | definitivo (3 mln €)    |
| D        | Neuton            | Granada          | prestito                |
| D        | Allan Nyom        | Watford          | definitivo              |
| D        | Douglas Santos    | Atlético Mineiro | definitivo (3 mln €)    |
| C        | Masahudu Alhassan | Perugia          | definitivo              |
| C        | Allan             | Napoli           | definitivo (11,5 mln €) |
| C        | Alexandre Coeff   | Gazélec Ajaccio  | prestito                |
| C        | Davide Faraoni    | Novara           | prestito                |
| C        | Melker Hallberg   | Vålerenga        | prestito                |
| C        | Jakub Jankto      | Ascoli           | prestito                |
| C        | Frano Mlinar      | Inter Zaprešić   | prestito                |
| C        | Roberto Pereyra   | Juventus         | riscatto (14 mln €)     |
| C        | Giampiero Pinzi   |                  | svincolato              |
| C        | Jaime Romero      | Real Saragozza   | prestito                |
| C        | Gabriel Silva     | Carpi            | prestito                |
| C        | Gabriel Torje     | Ankaraspor       | prestito                |
| C        | Valerio Verre     | Pescara          | prestito                |
| C        | Piotr Zieliński   | Empoli           | prestito                |
| A        | Alexandre Geijo   | Brescia          | definitivo              |
| A        | Nicolás López     | Granada          | prestito                |
| A        | Davide Marsura    | Brescia          | prestito                |
| A        | Luis Muriel       | Sampdoria        | riscatto (10,5 mln €)   |
| A        | Emanuele Rovini   | Pistoiese        | prestito                |
| A        | Antonio Vutov     | Cosenza          | prestito                |
| A        | Matěj Vydra       | Watford          | definitivo (8,4 mln €)  |
| A        | Alexis Zapata     | Perugia          | prestito                |

### Sessione invernale(dal 4/1 al 1º/2)
| Acquisti         | Acquisti            | Acquisti        | Acquisti                 |
| R.               | Nome                | da              | Modalità                 |
| ---------------- | ------------------- | --------------- | ------------------------ |
| D                | Pablo Armero        | Flamengo        | fine prestito            |
| D                | Gabriel Silva       | Carpi           | fine prestito            |
| C                | Emil Hallfreðsson   | Verona          | definitivo (1.000.000 €) |
| C                | Zdravko Kuzmanović  | Basilea         | prestito                 |
| C                | Gaspar Iñíguez      | Granada         | definitivo (1.200.000 €) |
| C                | Matías Campos       | Arsenal Sarandí | fine prestito            |
| A                | Andrija Balić       | Hajduk Spalato  | definitivo (3.000.000 €) |
| A                | Ryder Matos         | Fiorentina      | definitivo (3.000.000 €) |
| A                | Nico Lopez          | Granada         | fine prestito            |
| A                | Adalberto Peñaranda | Granada         | fine prestito            |
| Altre operazioni |                     |                 |                          |
| R.               | Nome                | da              | Modalità                 |
| D                | Daniele Mori        | Lucchese        | fine prestito            |
| D                | Neuton              | Granada         | fine prestito            |
| C                | Melker Hallberg     | Vålerenga       | fine prestito            |
| C                | Manuel Puntar       | Martina         | fine prestito            |

| Cessioni         | Cessioni            | Cessioni          | Cessioni   |
| R.               | Nome                | a                 | Modalità   |
| ---------------- | ------------------- | ----------------- | ---------- |
| D                | Agostino Camigliano | Trapani           | prestito   |
| D                | Emanuel Insúa       | Newell's Old Boys | prestito   |
| D                | Gabriel Silva       | Genoa             | prestito   |
| C                | Manuel Iturra       | Rayo Vallecano    | prestito   |
| C                | Matías Campos       | Audax Italiano    | definitivo |
| C                | Panagiōtīs Kone     | Fiorentina        | prestito   |
| C                | Lucas Evangelista   | Panathīnaïkos     | prestito   |
| C                | Marquinho           | Al-Ahli           | prestito   |
| A                | Nico Lopez          | Nacional          | prestito   |
| A                | Adalberto Peñaranda | Watford           | definitivo |
| Altre operazioni |                     |                   |            |
| R.               | Nome                | a                 | Modalità   |

## Risultati

### Serie A

#### Girone di andata
| Arbitro: | Mazzoleni (Bergamo) |

|  |           |             |
|  | Marcatori | 78’ Théréau |

| Arbitro: | Damato (Barletta) |

|  |           |           |
|  | Marcatori | 8’ Rigoni |

| Arbitro: | Calvarese (Teramo) |

|                |           |  |
| Matri 64’, 73’ | Marcatori |  |

| Arbitro: | Fabbri (Ravenna) |

|               |           |                             |
| D. Zapata 19’ | Marcatori | 73’ Paredes 90+3’ Maccarone |

| Arbitro: | Doveri (Roma) |

|                        |           |                                              |
| Badu 50’ D. Zapata 57’ | Marcatori | 5’ Balotelli 11’ Bonaventura 45+1’ C. Zapata |

| Arbitro: | Gervasoni (Mantova) |

|             |           |                        |
| Mounier 31’ | Marcatori | 61’ Badu 85’ D. Zapata |

| Arbitro: | Cervellera (Taranto) |

|               |           |                    |
| Di Natale 47’ | Marcatori | 76’ (rig.) Perotti |

| Arbitro: | Gavillucci (Latina) |

|                    |           |             |
| Pazzini 41’ (rig.) | Marcatori | 84’ Théréau |

| Arbitro: | Rizzoli (Bologna) |

|          |           |  |
| Lodi 20’ | Marcatori |  |

| Arbitro: | Russo (Nola) |

|                                  |           |             |
| Pjanic 4’ Maicon 9’ Gervinho 63’ | Marcatori | 76’ Théréau |

| Udine 1º novembre 2015, ore 15:00 CET 11ª giornata | Udinese         | 0 – 0 referto | Sassuolo | Stadio Friuli (13.277 spett.)\| Arbitro: \| La Penna (Roma) \| |
| Arbitro:                                           | La Penna (Roma) |               |          |                                                                |

| Arbitro: | Celi (Bari) |

|             |           |  |
| Higuaín 53’ | Marcatori |  |

| Arbitro: | Di Bello (Brindisi) |

|          |           |  |
| Badu 34’ | Marcatori |  |

| Arbitro: | Gervasoni (Mantova) |

|                          |           |                                  |
| Paloschi 26’ Inglese 72’ | Marcatori | 43’ (aut.) Frey 46’, 81’ Thereau |

| Arbitro: | Guida (Annunziata) |

|                                     |           |  |
| Badelj 26’ Ilicic 62’ Rodriguez 86’ | Marcatori |  |

| Arbitro: | Massa (Imperia) |

|  |           |                                          |
|  | Marcatori | 23’, 84’ Icardi 31’ Jovetic 87’ Brozović |

| Arbitro: | Gavillucci (Latina) |

|  |           |            |
|  | Marcatori | 41’ Perica |

| Arbitro: | Cervellera (Taranto) |

|                          |           |                  |
| Théréau 23’ Perica 45+2’ | Marcatori | 75’ D'Alessandro |

| Arbitro: | Fabbri (Ravenna) |

|                        |           |               |
| Pasciuti 26’ Lollo 71’ | Marcatori | 73’ D. Zapata |

#### Girone di ritorno
| Arbitro: | Rocchi (Firenze) |

|  |           |                                                    |
|  | Marcatori | 15’, 26’ (rig.) Dybala 18’ Khedira 42’ Alex Sandro |

| Arbitro: | Tagliavento (Terni) |

|                                                     |           |             |
| Quaison 35’ Hiljemark 56’ Lazaar 77’ Trajkovski 87’ | Marcatori | 79’ Théréau |

| Udine 31 gennaio 2016, ore 15:00 CET 22ª giornata | Udinese     | 0 – 0 referto | Lazio | Dacia Arena (13.611 spett.)\| Arbitro: \| Celi (Bari) \| |
| Arbitro:                                          | Celi (Bari) |               |       |                                                          |

| Arbitro: | Abbattista (Molfetta) |

|                 |           |               |
| Pucciarelli 90’ | Marcatori | 23’ D. Zapata |

| Arbitro: | Irrati (Firenze) |

|           |           |            |
| Niang 48’ | Marcatori | 17’ Armero |

| Arbitro: | Russo (Nola) |

|  |           |           |
|  | Marcatori | 79’Destro |

| Arbitro: | Gervasoni (Mantova) |

|                             |           |               |
| Cerci 57’ (rig.) Laxalt 70’ | Marcatori | 33’ Ali Adnan |

| Arbitro: | Doveri (Roma) |

|                      |           |  |
| Badu 33’ Théréau 56’ | Marcatori |  |

| Arbitro: | Rizzoli (Bologna) |

|                              |           |  |
| D. Ciofani 12’ Blanchard 60’ | Marcatori |  |

| Arbitro: | Mazzoleni (Bergamo) |

|                     |           |                        |
| Bruno Fernandes 85’ | Marcatori | 14’ Dzeko 74’ Florenzi |

| Arbitro: | Di Bello (Brindisi) |

|              |           |              |
| Politano 64’ | Marcatori | 8’ D. Zapata |

| Arbitro: | Irrati (Pistoia) |

|                                               |           |             |
| Bruno Fernandes 14’ (rig.), 45+1’ Théréau 57’ | Marcatori | 24’ Higuaín |

| Arbitro: | Russo (Nola) |

|                                |           |  |
| Armero 58’ (aut.) Fernando 85’ | Marcatori |  |

| Udine 17 aprile 2016, ore 15:00 CEST 33ª giornata | Udinese             | 0 – 0 referto | Chievo | Dacia Arena (15.785 spett.)\| Arbitro: \| Gavillucci (Latina) \| |
| Arbitro:                                          | Gavillucci (Latina) |               |        |                                                                  |

| Arbitro: | Massa (Imperia) |

|                          |           |            |
| D. Zapata 2’ Théréau 53’ | Marcatori | 23’ Zárate |

| Arbitro: | Celi (Bari) |

|                             |           |            |
| Jovetić 36’, 75’ Éder 90+5’ | Marcatori | 9’ Théréau |

| Arbitro: | Mariani (Aprilia) |

|            |           |                                                      |
| Felipe 47’ | Marcatori | 12’ Jansson 45’ Acquah 50’, 83’ Martinez 56’ Belotti |

| Arbitro: | Rizzoli (Bologna) |

|                    |           |               |
| Bellini 19’ (rig.) | Marcatori | 10’ D. Zapata |

| Arbitro: | Mazzoleni (Bergamo) |

|                      |           |                       |
| Di Natale 79’ (rig.) | Marcatori | 36’ (rig.), 38’ Verdi |

### Coppa Italia

#### Turni preliminari
| Arbitro: | Chiffi (Padova) |

|                                         |           |               |
| Guilherme 29’ Théréau 31’ Edenílson 78’ | Marcatori | 73’ Buzzegoli |

| Arbitro: | Pinzani (Empoli) |

|                                     |           |                |
| Di Natale 5’ (rig.), 76’ Perica 57’ | Marcatori | 48’ Monachello |

#### Fase finale
| Arbitro: | Damato (Barletta) |

|                       |           |          |
| Matri 70’ Cataldi 79’ | Marcatori | 67’ Kone |

## Statistiche

### Statistiche di squadra
| Competizione | Punti | In casa | In casa | In casa | In casa | In casa | In casa | In trasferta | In trasferta | In trasferta | In trasferta | In trasferta | In trasferta | Totale | Totale | Totale | Totale | Totale | Totale | D.R. |
| Competizione | Punti | G       | V       | N       | P       | Gf      | Gs      | G            | V            | N            | P            | Gf           | Gs           | G      | V      | N      | P      | Gf     | Gs     | D.R. |
| ------------ | ----- | ------- | ------- | ------- | ------- | ------- | ------- | ------------ | ------------ | ------------ | ------------ | ------------ | ------------ | ------ | ------ | ------ | ------ | ------ | ------ | ---- |
| Serie A      | 39    | 19      | 6       | 4       | 9       | 18      | 28      | 19           | 4            | 5            | 10           | 17           | 32           | 38     | 10     | 9      | 19     | 35     | 60     | -25  |
| Coppa Italia | -     | 2       | 2       | 0       | 0       | 6       | 2       | 1            | 0            | 0            | 1            | 1            | 2            | 3      | 2      | 0      | 1      | 7      | 4      | +3   |
| Totale       | 39    | 21      | 8       | 4       | 9       | 24      | 30      | 20           | 4            | 5            | 11           | 18           | 34           | 41     | 12     | 9      | 20     | 43     | 64     | -22  |

### Andamento in campionato
| Giornata  | 1 | 2  | 3  | 4  | 5  | 6  | 7  | 8  | 9  | 10 | 11 | 12 | 13 | 14 | 15 | 16 | 17 | 18 | 19 | 20 | 21 | 22 | 23 | 24 | 25 | 26 | 27 | 28 | 29 | 30 | 31 | 32 | 33 | 34 | 35 | 36 | 37 | 38 |
| --------- | - | -- | -- | -- | -- | -- | -- | -- | -- | -- | -- | -- | -- | -- | -- | -- | -- | -- | -- | -- | -- | -- | -- | -- | -- | -- | -- | -- | -- | -- | -- | -- | -- | -- | -- | -- | -- | -- |
| Luogo     | T | C  | T  | C  | C  | T  | C  | T  | C  | T  | C  | T  | C  | T  | T  | C  | T  | C  | T  | C  | T  | C  | T  | T  | C  | T  | C  | T  | C  | T  | C  | T  | C  | C  | T  | C  | T  | C  |
| Risultato | V | P  | P  | P  | P  | V  | N  | N  | V  | P  | N  | P  | V  | V  | P  | P  | V  | V  | P  | P  | P  | N  | N  | N  | P  | P  | V  | P  | P  | N  | V  | P  | N  | V  | P  | P  | N  | P  |
| Posizione | 9 | 10 | 11 | 15 | 15 | 13 | 14 | 15 | 14 | 15 | 15 | 16 | 16 | 12 | 13 | 14 | 13 | 11 | 13 | 13 | 14 | 14 | 14 | 14 | 14 | 15 | 14 | 16 | 16 | 16 | 15 | 16 | 16 | 14 | 16 | 16 | 16 | 17 |

Fonte:  Serie A – Classifiche, su sport.sky.it, Sky Sport. URL consultato il 12 agosto 2015 (archiviato dall'url originale l'11 settembre 2014).
Legenda:

Luogo: C = Casa; T = Trasferta. Risultato: V = Vittoria; N = Pareggio; P = Sconfitta.

### Statistiche dei giocatori
A completamento delle statistiche è da considerare 1 autogol a favore dei friulani in campionato.
Sono in corsivo i calciatori che hanno lasciato la società a stagione in corso.
| Giocatore        | Serie A  | Serie A | Serie A     | Serie A    | Coppa Italia | Coppa Italia | Coppa Italia | Coppa Italia | Totale   | Totale | Totale      | Totale     |
| Giocatore        | Presenze | Reti    | Ammonizioni | Espulsioni | Presenze     | Reti         | Ammonizioni  | Espulsioni   | Presenze | Reti   | Ammonizioni | Espulsioni |
| ---------------- | -------- | ------- | ----------- | ---------- | ------------ | ------------ | ------------ | ------------ | -------- | ------ | ----------- | ---------- |
| R. Aguirre       | 10       | 0       | ?           | ?          | 2            | 0            | ?            | ?            | 12       | 0      | ?           | ?          |
| E. Agyemang-Badu | 33       | 0       | ?           | ?          | 1            | 0            | ?            | ?            | 34       | 0      | ?           | ?          |
| Ali Adnan        | 28       | 1       | ?           | ?          | 3            | 0            | ?            | ?            | 31       | 1      | ?           | ?          |
| P. Armero        | 5        | 1       | ?           | ?          | 0            | 0            | ?            | ?            | 5        | 1      | ?           | ?          |
| A. Camigliano    | 0        | 0       | ?           | ?          | 0            | 0            | ?            | ?            | 0        | 0      | ?           | ?          |
| D. Danilo        | 34       | 0       | ?           | ?          | 3            | 0            | ?            | ?            | 37       | 0      | ?           | ?          |
| A. Di Natale     | 23       | 2       | ?           | ?          | 2            | 2            | ?            | ?            | 25       | 4      | ?           | ?          |
| M. Domizzi       | 5        | 0       | ?           | ?          | 2            | 0            | ?            | ?            | 7        | 0      | ?           | ?          |
| Edenílson        | 29       | 0       | ?           | ?          | 1            | 1            | ?            | ?            | 30       | 1      | ?           | ?          |
| L. Evangelista   | 0        | 0       | ?           | ?          | 2            | 0            | ?            | ?            | 2        | 0      | ?           | ?          |
| B. Fernandes     | 31       | 3       | ?           | ?          | 2            | 0            | ?            | ?            | 33       | 3      | ?           | ?          |
| Felipe           | 26       | 1       | ?           | ?          | 1            | 0            | ?            | ?            | 27       | 1      | ?           | ?          |
| Guilherme        | 5        | 0       | ?           | ?          | 2            | 1            | ?            | ?            | 7        | 1      | ?           | ?          |
| E. Hallfreðsson  | 11       | 0       | ?           | ?          | 0            | 0            | ?            | ?            | 11       | 0      | ?           | ?          |
| T. Heurtaux      | 15       | 0       | ?           | ?          | 1            | 0            | ?            | ?            | 16       | 0      | ?           | ?          |
| E. Insua         | 0        | 0       | ?           | ?          | 1            | 0            | ?            | ?            | 1        | 0      | ?           | ?          |
| M. Iturra        | 17       | 0       | ?           | ?          | 2            | 0            | ?            | ?            | 19       | 0      | ?           | ?          |
| O. Karnezīs      | 38       | -60     | ?           | ?          | 1            | -1           | ?            | ?            | 39       | -61    | ?           | ?          |
| P. Kone          | 5        | 0       | ?           | ?          | 2            | 1            | ?            | ?            | 7        | 1      | ?           | ?          |
| Z. Kuzmanović    | 16       | 0       | ?           | ?          | 0            | 0            | ?            | ?            | 16       | 0      | ?           | ?          |
| F. Lodi          | 24       | 1       | ?           | ?          | 0            | 0            | ?            | ?            | 24       | 1      | ?           | ?          |
| Marquinho        | 11       | 0       | ?           | ?          | 2            | 0            | ?            | ?            | 13       | 0      | ?           | ?          |
| R. Matos         | 11       | 0       | ?           | ?          | 0            | 0            | ?            | ?            | 11       | 0      | ?           | ?          |
| A. Meret         | 0        | -0      | ?           | ?          | 2            | -3           | ?            | ?            | 2        | -3     | ?           | ?          |
| A. Merkel        | 1        | 0       | ?           | ?          | 0            | 0            | ?            | ?            | 1        | 0      | ?           | ?          |
| G. Pasquale      | 6        | 0       | ?           | ?          | 2            | 0            | ?            | ?            | 8        | 0      | ?           | ?          |
| S. Perica        | 11       | 0       | ?           | ?          | 2            | 1            | ?            | ?            | 13       | 1      | ?           | ?          |
| I. Piris         | 27       | 0       | ?           | ?          | 2            | 0            | ?            | ?            | 29       | 0      | ?           | ?          |
| S. Pontisso      | 0        | 0       | ?           | ?          | 1            | 0            | ?            | ?            | 1        | 0      | ?           | ?          |
| R. Romo          | 0        | -0      | ?           | ?          | 0            | 0            | ?            | ?            | 0        | 0      | ?           | ?          |
| C. Théréau       | 36       | 11      | ?           | ?          | 1            | 1            | ?            | ?            | 37       | 12     | ?           | ?          |
| M. Wague         | 21       | 0       | ?           | ?          | 0            | 0            | ?            | ?            | 21       | 0      | ?           | ?          |
| S. Widmer        | 27       | 0       | ?           | ?          | 1            | 0            | ?            | ?            | 28       | 0      | ?           | ?          |
| D. Zapata        | 25       | 8       | ?           | ?          | 1            | 0            | ?            | ?            | 26       | 8      | ?           | ?          |